# 乔治娅·博诺拉
乔治娅·博诺拉（英語：Georgia Bonora，1990年5月19日—），澳大利亚女子竞技体操运动员。她曾代表澳大利亚参加2010年英联邦运动会体操比赛，获得一枚金牌、一枚银牌和一枚铜牌。她也曾参加2008年和2012年夏季奥运会。